# Colmenarejo
Colmenarejo – miasto w Hiszpanii we wspólnocie autonomicznej Madryt, 37 km na zachód od Madrytu, w pobliżu miasta Galapagar. Znajduje się tu kampus uniwersytecki Uniwersytetu Carlosa III. 

## Atrakcje turystyczne
- Kościół św. Jakuba Apostoła
- Sanktuarium Virgen de la Soledad
- Plac Konstytucji (La plaza de la Constitución)